# Florens Volley Castellana Grotte
Maillots
Le Florens Volley Castellana Grotte est un ancien club italien de volley-ball féminin basé à Castellana Grotte qui a fonctionné de 1964 à 2011.

## Historique
Le club multisport a été fondé en 1964 avec notamment du basket-ball, du tennis de table, de l'athlétisme, le club de volley-ball après plusieurs décennies dans les catégories inférieure, a acquis en 1992 sa place en série A, jusqu'à la saison (1993-94). En 1996, le club a refusé de prendre part au championnat de Série A2 après avoir obtenu sa promotion. 
Après plusieurs années de présence dans le championnat de Serie B, le club est remonté en Serie A2 en 2006, à la fin de l'année 2007-08 lors des play-off il obtient le droit de jouer en Série A1 pour la saison 2008-09.

## Effectifs

### Saison 2010-2011 (Dernière équipe)
Entraîneur : Donato Radogna  Italie
| No  | Nom                 | Date de Naissance | Taille | Poids | Nationalité        | Poste                     |
| --- | ------------------- | ----------------- | ------ | ----- | ------------------ | ------------------------- |
| 3.  | Marta Galeotti      | 27 septembre 1984 | 172    |       | Italie             | Passeuse                  |
| 4.  | Milagros Moy        | 17 octobre 1975   | 176    | 72    | Pérou              | Réceptionneuse-attaquante |
| 5.  | Valeria Caracuta    | 14 décembre 1987  | 173    |       | Italie             | Passeuse                  |
| 7.  | Stefania Okaka      | 9 août 1989       | 185    | 83    | Italie             | Réceptionneuse-attaquante |
| 8.  | Monica Ravetta      | 29 août 1985      | 185    | 66    | Italie             | Attaquante                |
| 9.  | Francesca Moretti   | 5 février 1985    | 178    |       | Italie             | Réceptionneuse-attaquante |
| 11. | Sara Menghi         | 18 mai 1983       | 183    | 59    | Italie             | Centrale                  |
| 13. | Imma Sirressi       | 19 mai 1990       | 175    | 62    | Italie             | Libero                    |
| 16. | Simona Minervini    | 27 août 1994      | 170    |       | Italie             | Libero                    |
| 17. | Marcela Ritschelova | 9 octobre 1972    | 191    | 82    | République tchèque | Centrale                  |